# Phlyctenactis morrisoni
Phlyctenactis morrisoni är en havsanemonart som beskrevs av Ronald Lewis Stuckey 1909. Phlyctenactis morrisoni ingår i släktet Phlyctenactis och familjen Actiniidae. Inga underarter finns listade i Catalogue of Life.